# ستویتشین
ستویتشین (به چکی: Stojčín) یک منطقهٔ مسکونی در جمهوری چک است که در ناحیه پلهریموو واقع شده‌است. ستویتشین ۳٫۸۷ کیلومتر مربع مساحت و ۱۱۹ نفر جمعیت دارد و ۶۲۴ متر بالاتر از سطح دریا واقع شده‌است.